# كريس كولومبوس (عازف جاز)
كريس كولومبوس (بالإنجليزية: Chris Columbus)‏ هو عازف جاز أمريكي، ولد في 17 يونيو 1902 في غرينفيل في الولايات المتحدة، وتوفي في 20 أغسطس 2002 في نيوجيرسي في الولايات المتحدة.

## وصلات خارجية
- كريس كولومبوس على موقع ميوزك برينز (الإنجليزية)
- كريس كولومبوس على موقع ميوزك برينز (الإنجليزية)
- كريس كولومبوس على موقع أول ميوزيك (الإنجليزية)
- كريس كولومبوس على موقع ديسكوغز (الإنجليزية)